# Cvartet de coarde nr. 1 (Ceaikovski)
Cvartetul de coarde nr. 1 Re major opus 11 este un cvartet de coarde de Piotr Ilici Ceaikovski, scris în februarie 1871 la Moscova pentru un concert al compozitorului la Conservatorul din Moscova. A fost interpretat pentru prima dată la 16 martie (S.N. 28 martie) 1871 de către Ferdinand Laub și Ludwig Minkus (viori), I. Preanișnikov (violă) și Wilhelm Fitzenhagen (violoncel). Un an mai târziu, cvartetul a fost interpretat la Sankt Petersburg, unde, potrivit compozitorului, „a făcut furori”.
Cvartetul este dedicat savantului și profesorului Serghei Racinski, primul traducător rus al operelor lui Charles Darwin.
Cvartetul este una dintre cele mai bune creații timpurii ale lui Ceaikovski, fiind și una din primele lucrări ale sale interpretate în Europa de Vest.

## Structură
Cvartetul este scris în patru părți:
1. Moderato e semplice
2. Andante cantabile
3. Scherzo. Allegro non tanto e con fuoco — Trio
4. Finale. Allegro giusto — Allegro vivace

Partea a doua parte a cvartetului (Andante cantabile), care se bazează pe cântecul popular „Ședea Vanea pe divan” (rus. «Сидел Ваня на диване» – „Sidel Vanea na divane”), a fost foarte popular în timpul vieții compozitorului și a fost una dintre cele mai des interpretate opere muzicale. Ceaikovski a auzit această melodie în Kamenka în vara anului 1869, de la un tâmplar sau zugrav originar din gubernia Kaluga. În februarie 1888, compozitorul a prelucrat această parte pentru orchestră de violoncel și coarde, legitimând-o ca număr de concert independent.

## Critică
Cvartetul de coarde nr. 1 al lui Ceaikovski a fost bine primit de critici. În special, creația muzicală i-a lăsat o impresie foarte bună lui Lev Tolstoi.
La aprox. 13-15 decembrie 1876, vechea cunoștință a lui Ceaikovski Nikolai Rubinstein i-a dedicat o seară muzicală la Conservatorul din Moscova, unde au răsunat creații de cameră și vocale ale lui Ceaikovski, inclusiv cvartetul de coarde nr. 1. Cvartetul a fost interpretat atunci de Jan Hřímalý, Adolf Brodski, Iulii Gherber, și V. Fitzenhagen. Despre acea seară Ceaikovski își amintea, mai târziu: „Poate niciodată în viața mea <...> nu am fost atât de măgulit și mișcat în mândria mea, ca atunci când L. N. Tolstoi, așezat lângă mine, ascultând andanta din primul meu cvartet a izbucnit în lacrimi”.
Melodia din partea a doua a stat la baza cântecului „On the Isle of May”, devenit cunoscut datorită interpretei americane Connee Boswell în 1940.